# Bricínia
Bricínia (en grec antic: Βρικιννίαι, en llatí: Bricinniae) era una petita ciutat de Sicília que Tucídides esmenta com a fortalesa (ἔρυμα 'eruma') en territori de Leontins. L'any 422 aC un grup d'exiliats de Leontins la van ocupar i la van mantenir, en una lluita contra els siracusans. Després no torna a aparèixer a la història, excepte per una menció que en fa Esteve de Bizanci, que devia treure el nom de Tucídides. No es pot determinar el seu lloc d'emplaçament.